# Sant Hilari Sacalm
Sant Hilari Sacalm est une commune de la province de Gérone, en Catalogne, en Espagne, de la comarque de la Selva.
Autrefois elle fut appelée la capitale de « Les Guilleries » car elle était la principale ville de cette région.
Elle est aussi appelée « La ville aux cent sources » car dans la commune et ses alentours il y a plus d'une centaine de sources.
Un des plus importants festivals est le Via-Crucis, déclaré fête traditionnelle d’intérêt national.

## Économie
Les activités agricoles ont perdu de l'importance avec l'arrivée de l'aire industrielle. L'industrie de transformations du bois est en train de laisser place au tourisme comme principal moteur économique de la ville ainsi que la mise en bouteille d'eau minérale et l'industrie métallurgique.

## Transports
Centre des communications de la zone du Guilleries ou les grandes routes de la région se rejoignent, les routes GE-542, d'Anglès ; la G-551, de Santa Coloma de Franers ; la GE-550, d’Arbúcies et la GE-541 direction Vic.

## Lieux et monuments
- Église de Sant Hilari, d'origine romane, mais restaurée au XIXe siècle
- Le balnéaire de la Font Picant d’eau bicarbonatée
- Taverne de l’eau, bâtiment de Josep Maria Pericas de style ‘’art nouveau’’ du XIXe siècle.
- Ancienne paroisse de Santa Maria Mansolí, au XIIIe siècle.

Il y a quelques bâtiments singuliers :
- Le château du Saleta, avec une chapelle gothique (XVIe siècle) .
- La Maison du Soler, bâtiment du XVIIIe siècle. Restaurée par l'architecte Rafael Masó dans le style Art Nouveau.
- La Maison Villavecchia, célèbre pour être le lieu de réconciliation du prêtre-poète Jacint Verdaguer et l'évêque Morgades.
- L'ancien Hôtel Martin à la Font Picant, très fréquenté par la bourgeoisie de Barcelone à la fin du XIXe siècle et début du XXe.

- Le nouveau Spa Font Vella, bâtiment d’eau thermale.
- Le Stade Municipal de Football (Vista Alegre)

## Personnalités
- Jaumet del flabiol
- Josep Moragues. Général et héro de la Guerre de Succession d'Espagne

## Légendes
Une des légendes les plus populaires de Sant Hilari fait référence aux fameuses “tovalles de Can Rovira” (nappe de Chez Rovira).
Depuis des temps lointains, jusqu’il y a quelques années, à la mort de la maîtresse de la maison, dernière survivante de la famille, la nappe était placée à l'autel que l'on dressait devant la maison pendant la journée de Corpus Christi.
On dit que cette nappe appartenait aux Enchantés qui habitaient un palais souterrain.
Une autre légende est l'empreinte du diable:
Il était une fois à Sant Miquel de Solterra un diable et Sant Antoni Abat. De temps en temps, ils jouaient aux cartes sur une roche. Sant Antoni Abat faisait à chaque coup 31 points, tandis que le démon n'en faisait que 30. Jusqu'à ce que le diable, las de perdre, lança une carte avec une telle fureur qu'il brisa la roche, après quoi il se mit en colère et frappa la roche avec une telle force qu’il la marqua de son empreinte ; c'est ainsi que cet endroit près de la route entre Sant Hilari Sacalm et Santa Coloma s’appelle l'empreinte du diable."